# Мелетий Пигас
Патриа́рх Меле́тий I Пига́с (Пига́, греч. Πατριάρχης Μελέτιος Πηγάς; 1549, Ираклион — 12 [22] сентября 1601, Александрия) — патриарх Александрийский (5 августа 1590 — 13 сентября 1601), борец против унии.

## Биография
Родился в 1549 году в Кандии на острове Крит. Учился в Венеции и Падуе. Приняв иночество на родине, открыл при монастыре Ангарафу школу древнегреческого языка, которая приобрела большую известность. Впоследствии был настоятелем этого монастыря.
В 1574 году познакомился в Иерусалиме с патриархом Александрийским Сильвестром, который убедил Мелетия служить Александрийскому престолу и рукоположил его во диакона и священника. В этот момент положение христиан в Египте было довольно тяжёлым. Поражение турецкого флота при Лепанто от союзных сил Венеции, Испании и Италии в 1571 году вызвало погромы египетских христиан, описанные в одном из писем Мелетия. Активизировала прозелитскую деятельность Римская церковь, распространяя различные сочинения, создавая католические школы и пытаясь склонить восточных христиан к принятию григорианского календаря, что категорически отвергли патриарх Константинопольский Иеремия и патриарх Сильвестр. Мелетий Пигас, в то время протосинкелл патриарха Александрийского, составил Александрийский томос, где доказывалось, что реформа календаря противоречит установлениям древней Церкви.
Был митрополитом в Кирене и наконец с 1590 года патриархом Александрийским.
Всю жизнь Мелетий провёл в борьбе с папством и готовившейся унией; произнёс массу проповедей и поучений, составивших сборник бесед (греч. στρόματα). Участвуя на Константинопольском соборе в 1593 году, много содействовал учреждению в Москве патриаршества. Особенно горячее участие Мелетий принимал в делах православия Западной Руси и Польши, по поводу которых им написана большая часть писем и посланий. Убеждая оставаться твёрдыми в православии, Мелетий писал ко многим ревнителям просвещения, например, князю Острожскому, Вишневецкому, Четвертинскому, а также к королю польскому Сигизмунду III и к западнорусским братствам. По поводу учреждения в Москве патриаршества Мелетий писал царю Феодору Иоанновичу, Борису Годунову, патриарху Иову.
Скончался 13 сентября 1601 года в возрасте 52 лет.